# Spinkhill
Spinkhill – wieś w Anglii, w hrabstwie Derbyshire, w dystrykcie North East Derbyshire. Leży 44 km na północ od miasta Derby i 215 km na północ od Londynu.